# Тенис на Летњим олимпијским играма 2024.
Такмичење у тенису на Летњим олимпијским играма 2024. одржало се од 27. јула до 4. августа 2024. године на теренима Ролан Гароса. Турнир је био одигран на шљаци, први пут од Олимпијских игара 1992. у Барселони.

## Квалификације
У појединачној конкуренцији, 56 најбољих играчица на светској ранг листи 10. јуна 2024. на ВТА и АТП турнејама квалификовало се за Олимпијске игре. Међутим, улаз је ограничен на четири играча из једне земље. То значи да се играчи који су рангирани у првих 56, али представљају НОЦ са четири играча вишег ранга који већ учествују, не квалификују, што дозвољава играчима који су рангирани ван првих 56, али из земаља са мање од четири играча који су већ квалификовани да се такмиче. Од преосталих осам места, шест ће одредити Олимпијски комитет ИТФ-а, узимајући у обзир рангирање и распрострањеност заступљених нација, док последња два места МОК додељује играчима из малих нација.
У конкуренцији парова, 24 тима се аутоматски квалификују за Игре на основу ранг-листе која ће бити објављена 6. јуна 2016. године, уз максимално два тима по НОК-у. Играчи у првих десет на ранг-листи дублова могли су да резервишу место, под условом да имају партнера за такмичење. У међувремену, о преосталих осам тимова одлучио је Олимпијски комитет ИТФ. Играч је могао да учествује само ако је учествовао Дејвис купу или Фед купу за две од следећих година: 2021, 2022, 2023 и 2024.
Спортисти из Русије и Белорусије су се такмичили као индивидуални неутрални спортисти (АИН), због чега нису биле дозвољене њихове националне заставе или химне.

## Формат такмичења
Тениско такмичење на Олимпијским играма састојало се од једног елиминационог турнира. Величина појединачног жреба, 64, значила је да је било укупно шест рунди такмичења, од којих је пет било у дублу због мањег жреба од 32, и 4 у мешовитом, док је величина жреба била само 16. Играчи који су стигли до полуфинала добили су прилику да се такмиче за медаљу, а два поражена полуфиналиста су се борила за бронзану медаљу.
Сви мечеви су били у два добијена сета. Тај брејк је функционисао у сваком сету, укључујући и последњи. У мешовитом дублу трећи сет је одигран као меч тај-брејк (10 поена).

## Распоред
| Датум                | 27. јул | 28. јул | 29. јул | 30. јул      | 31. јул      | 1. август    | 2. август     | 3. август | 4. август     |
| Почетак              | 12:00   | 12:00   | 12:00   | 12:00        | 12:00        | 12:00        | 12:00         | 12:00     | 12:00         |
| -------------------- | ------- | ------- | ------- | ------------ | ------------ | ------------ | ------------- | --------- | ------------- |
| Мушкарци појединачно | 1. коло | 1. коло | 2. коло | 2. коло      | 3. коло      | Четвртфинале | Полуфинале    | Бронза    | Финале        |
| Жене појединачно     | 1. коло | 1. коло | 2. коло | 3. коло      | Четвртфинале | Полуфинале   | Бронза        | Финале    | —             |
| Мушки парови         | 1. коло | 1. коло | 2. коло | Четвртфинале | Полуфинале   | —            | Бронза        | Финале    | —             |
| Женски парови        | 1. коло | 1. коло | 2. коло | 2. коло      | Четвртфинале | Полуфинале   | —             | —         | Бронза Финале |
| Мешовити парови      | —       | —       | 1. коло | 1. коло      | Четвртфинале | Полуфинале   | Бронза Финале | —         | —             |

## Медаље

### Освајачи медаља
| Дисциплине           |                                |                               |                                         |
|                      |                                |                               |                                         |
| Мушкарци појединачно | Новак Ђоковић                  | Карлос Алкараз                | Лоренцо Музети                          |
| Мушки парови         | Метју Ебден Џон Пирс           | Остин Крајичек Раџив Рам      | Тејлор Фриц Томи Пол                    |
|                      |                                |                               |                                         |
| Жене појединачно     | Џенг Ћинвен                    | Дона Векић                    | Ига Свјонтек                            |
| Женски парови        | Сара Ерани Јасмина Паолини     | Мира Андрејева Дијана Шнајдер | Кристина Букса Сара Сорибес Тормо       |
|                      |                                |                               |                                         |
| Мешовити парови      | Катерина Синиакова Томаш Махач | Ванг Ксију Жанг Жижен         | Габријела Дабровски Феликс Оже Алијасим |